# الانتفاضة الصحراوية الأولى
الانتفاضة الصحراوية الأولى تشكل جزءًا من صراع الصحراء الغربية الأوسع والمستمر، بدأت في عام 1999 واستمرت حتى عام 2004، وتحولت إلى انتفاضة الاستقلال عام 2004.

## خلفية

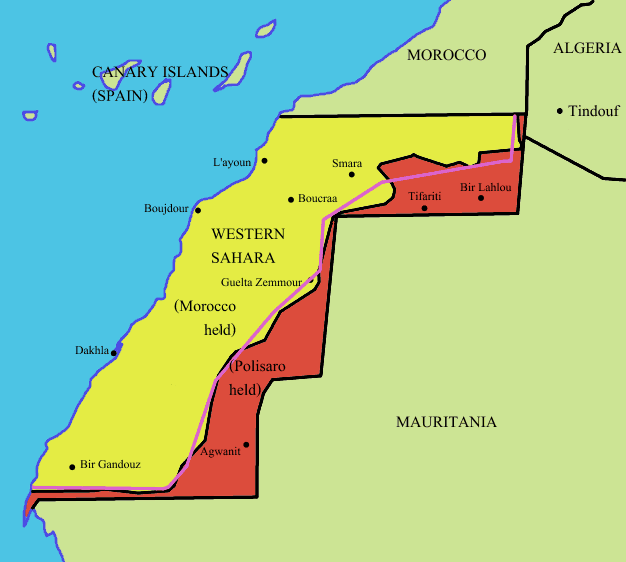
الوضع الراهن في الصحراء الغربية منذ 1991 وقف إطلاق النار: معظمها تحت السيطرة المغربية (الأقاليم الجنوبية) مع المناطق الداخلية التي تسيطر عليها البوليساريو تشكل الجمهورية العربية الصحراوية.

ضمت الصحراء الغربية إلى المغرب عام 1975 بعد انسحاب إسبانيا، والذي أدى ذلك إلى اندلاع حرب مع جبهة البوليساريو، التي تمثل وفقًا للأمم المتحدة، السكان الصحراويين الأصليين، وفي عام 1976 أعلنت الحركة الصحراوية الرئيسية، جبهة البوليساريو، قيام دولة الجمهورية العربية الصحراوية الديمقراطية في المناطق التي تسيطر عليها البوليساريو في الصحراء الغربية.
وفي عام 1991، تم الاتفاق على وقف إطلاق النار بين البوليساريو والمغرب، بشرط إجراء استفتاء على تقرير المصير للأقاليم الجنوبية التي تخضع للمغرب (بما في ذلك خيارات الاستقلال أو الاندماج في المغرب)، ومنذ عام 1991، خضعت شروط الاستفتاء لسنوات من النزاع بين الأطراف، على الرغم من استمرار وقف إطلاق النار والتوترات المتبقية، وتقوم بعثة الأمم المتحدة، مينورسو، بدوريات على خط الترسيم.

## الانتفاضة الاولى

### احتجاجات 1999
اندلعت احتجاجات متقطعة وأعلنت الجماعات الموالية للبوليساريو "انتفاضات" صغيرة في عامي 1999 و2000، مما أدى إلى اعتقال العشرات من المتظاهرين. وبدأت الانتفاضة الصحراوية الأولى في أواخر عام 1999 واتسمت باحتجاجات واسعة النطاق. توفي الملك الحسن الثاني، الذي كان قد تعهد بالديمقراطية والإصلاح، في 23 يوليو، مما خلق جوًا سياسيًا جديدًا.
وفي أوائل سبتمبر 1999، نظم طلاب صحراويون اعتصامًا في ساحة الزملة بالعيون، عاصمة الإقليم، مطالبين بمنح دراسية وإعانات مواصلات للجامعات المغربية الواقعة شمال المغرب. جلس العديد من الطلاب في وقفة احتجاجية دائمة تحت الخيام في الساحة، التي كانت تواجه فندق نجير مباشرة، حيث أقام موظفو الأمم المتحدة أثناء زياراتهم. كانت الساحة رمزية أيضًا بسبب تاريخها السابق: في عام 1970، عندما قتل الجيش الإسباني مجموعة من الصحراويين الذين كانوا يحتجون من أجل الاستقلال فيها.
انضم إلى الطلاب أيضًا سجناء سياسيون صحراويون يطالبون بالتعويض ووضع حد لحالات "الاختفاء" للنشطاء السياسيين الآخرين. وسرعان ما انضم إليهم عمال مناجم صحراويون وأعضاء صحراويون في "الرابطة الوطنية لخريجي الجامعات العاطلين عن العمل" في المغرب. احتل المتظاهرون ساحة الزملة لمدة 12 يومًا قبل أن يرد المسؤولون المغاربة، فأرسلوا الشرطة لتفريق الاحتجاج، وضربوا المتظاهرين واعتقلوا عدداً منهم.
ثم نظم نشطاء صحراويون احتجاجا آخر بعد خمسة أيام طالبوا خلاله بالاستقلال وإجراء استفتاء. واعتقلت قوات أمن الدولة 150 متظاهراً أثناء الاحتجاج، واعتقلت كثيرين غيرهم في الأشهر الأولى من عام 2000. رغم أن قوات الأمن أطلقت سراح السجناء بسرعة كبيرة، اتهم نشطاء صحراويون الشرطة بالتعذيب وغيره من صنوف المعاملة السيئة أثناء الاحتجاز.
وخلال الانتفاضة الأولى، اجتذبت الاحتجاجات الصحراوية المستوطنين المغاربة الآخرين، وبعد مشاهد العنف والظلم، أصيب العديد من الصحراويين في المغرب بخيبة أمل من سياسة الحكومة المغربية.

### إعادة التجميع السياسي
في نوفمبر / تشرين الثاني 1999، شكل النشطاء السياسيون الصحراويون، الذين سُجنوا، منتدى الحقيقة والعدالة، الذي سعى إلى تعويضهم من قبل الحكومة لانتهاكات حقوق الإنسان والظلم. وتشكل فرع لهذه المجموعة في العيون، الصحراء الغربية، من قبل نشطاء صحراويين في 26 أغسطس 2000. وفي نوفمبر 2002، أصدرت المحاكم المغربية تشريعات لحظر المنظمة. واستمرت الاحتجاجات على مدار الأعوام من 2000 إلى 2004، ولكن حدثت تطورات سلمية صغيرة خلال الفترة الزمنية (مثل خطة بيكر لعام 2003، والتي كانت اقتراح الأمم المتحدة لمنح تقرير المصير للإقليم). 

### محاولات المصالحة
في يناير 2004، اتحدت مجموعات الناشطين السياسيين الصحراويين في إطار تجمع المدافعين الصحراويين عن حقوق الإنسان. وطالبت الجماعة بتشكيل لجنة تحقيق دولية للتحقيق في مظالم حقوق الإنسان في الصحراء الغربية. وفي نفس الشهر أطلق العاهل المغربي محمد السادس، سراح 12 ناشطًا صحراويًا، وعفا عنهم.
ولكن بحلول عام 2005، وصلت المناقشات بشأن مفاوضات السلام إلى طريق مسدود. ومن هذا المنطلق، اندلعت موجة جديدة من الاحتجاج السلمي الصحراوي ، فيما يعرف باسم الانتفاضة الصحراوية الثانية أو انتفاضة الاستقلال.

## ما بعد الكارثة
ان انتفاضة الاستقلال هي سلسلة من الاضطرابات والمظاهرات وأعمال الشغب التي اندلعت في مايو 2005 في الأجزاء الخاضعة للسيطرة المغربية من الصحراء الغربية وجنوب المغرب.

## أهمية الانتفاضة الأولى
ركزت الحملة السلمية للانتفاضة الصحراوية الثانية على قضية الاستقلال بشكل أكثر انفتاحًا مما ركزت عليه الانتفاضة الأولى، والتي سلطت الضوء بشكل أساسي على حقوق الإنسان؛ حيث كانت الانتفاضة الأولى محورية في إظهار الصحراويين أنهم يستطيعون المعارضة والاحتجاج والتعبير عن مطالبهم.

## أنظر أيضا
- حقوق الإنسان في الصحراء الغربية
- حقوق الإنسان في المغرب
- سنوات الرصاص
- انتفاضة الزملة